# Лисовский, Владимир Евгеньевич
Влади́мир Евге́ньевич Лисо́вский (15 января 1949 — 11 октября 2016) — советский легкоатлет, специалист по стипльчезу. Выступал за сборную СССР по лёгкой атлетике в 1970-х годах, многократный победитель и призёр первенств всесоюзного значения, участник чемпионата Европы в Праге. Представлял Ленинград и Вооружённые силы. Мастер спорта СССР международного класса.

## Биография
Владимир Лисовский родился 15 января 1949 года.
Начал заниматься лёгкой атлетикой в 1964 году в Ленинграде, проходил подготовку под руководством тренеров Владимира Степановича Цымбалюка и Виктора Васильевича Байкова. Выступал за Вооружённые силы (Ленинград). Окончил Ленинградский техникум физической культуры «Трудовые резервы» (1969) и Военный институт физической культуры.
Первого серьёзного успеха на всесоюзном уровне добился в сезоне 1974 года, когда на чемпионате СССР в Москве выиграл бронзовую медаль в беге на 3000 метров с препятствиями.
В 1975 году на чемпионате страны в рамках VI летней Спартакиады народов СССР в Москве превзошёл всех соперников в стипльчезе и завоевал золотую награду.
На чемпионате СССР 1976 года в Киеве стал серебряным призёром в той же дисциплине.
В 1977 году выиграл стипльчез на чемпионате СССР в Москве.
Благодаря череде удачных выступлений в 1978 году удостоился права представлять Советский Союз на чемпионате Европы в Праге — в программе бега на 3000 метров с препятствиями благополучно преодолел предварительный квалификационный этап, тогда как в решающем забеге показал на финише 12-й результат. На последовавшем чемпионате СССР в Тбилиси взял бронзу.
В 1979 году на VII летней Спартакиаде народов СССР в Москве финишировал третьим в стипльчезе, при этом стал победителем разыгрывавшегося здесь чемпионата страны. Также в этом сезоне получил серебро на чемпионате военнослужащих социалистических стран.
В июле 1980 года занял седьмое место на Мемориале братьев Знаменских в Москве и на этом завершил спортивную карьеру.
За выдающиеся спортивные достижения удостоен почётного звания «Мастер спорта СССР международного класса» (1977).
Впоследствии занимал должность начальника отдела физической подготовки полка 40-й армии, отдела физической подготовки дивизии Группы советских войск в Германии.
Умер 11 октября 2016 года в возрасте 67 лет. Похоронен на Ковалёвском кладбище в Санкт-Петербурге.